# Романчук Тарас Вікторович
Тарас Вікторович Романчук (нар. 14 жовтня 1991, Ковель, Волинська область, Україна) — польський футболіст родом з України, півзахисник польської «Ягеллонії» та національної збірної Польщі.

## Клубна кар'єра
У ДЮФЛУ виступав за ФК «Ковель» та BRW-ВІК з 2004 по 2008 рік. У 2010 році перейшов у мініфутбольний «Аперкот», за який грав до лютого 2013 року. Потім повернувся у «великий» футбол, переїхавши до Польщі. Спершу грав за «Легіоновію» у Польській другій лізі, а з липня 2014 року виступає за команду Екстракласи «Ягеллонія».
1 травня 2016 року Тарас Романчук грав проти «Подбескідзе» (3:2) забивши у фінальному матчі та допоміг «Ягеллонії» зберегти своє місце в чемпіонаті.
23 лютого 2017 року подав документи на отримання польського громадянства й отримав позитивну відповідь.
У березні 2018 року Романчук офіційно отримав польський паспорт.
У березні Романчук був викликаний до збірної Польщі на товариські матчі з Нігерією та Південною Кореєю.
Під час матчу чемпіонату Польщі між «Ягеллонією» та «Віслою» (Краків), гравець краків'ян Домінік Фурман, за словами Романчука, назвав його «бандерівцем» та «фарбованим лисом», також між ними виникали сутички, за що вони обоє отримали жовті картки. Після скандалу Фурман виступив із заявою, в якій спростував звинувачення. Цим випадком зацікавилася польська поліція, і Романчук підтвердив свої свідчення. Романчук сказав:
|  | «Мені було важко контролювати емоції. Моя сім'я теж була замучена Бандерою, а він мені таке говорить» |

Романчук відмовив у інтерв'ю українським журналістам, які намагалися прояснити ситуацію з інцидентом, сказавши: «Я не даю інтерв'ю українським ЗМІ».

## Кар'єра в збірній
16 березня 2018 року у товариському матчі проти Південної Кореї Тарас Романчук дебютував у національній збірній Польщі.
Наступну гру в збірній Романчук провів лише 14 березня 2024 року під час кваліфікації до Євро - 2024 проти команди Вельсу, коли вийшов на поле у додатковий час.
7 червня 2024 року у товариському матчі проти України Тарас Романчук забив перший гол у складі збірної. Учасник Євро - 2024.

## Титули та досягнення

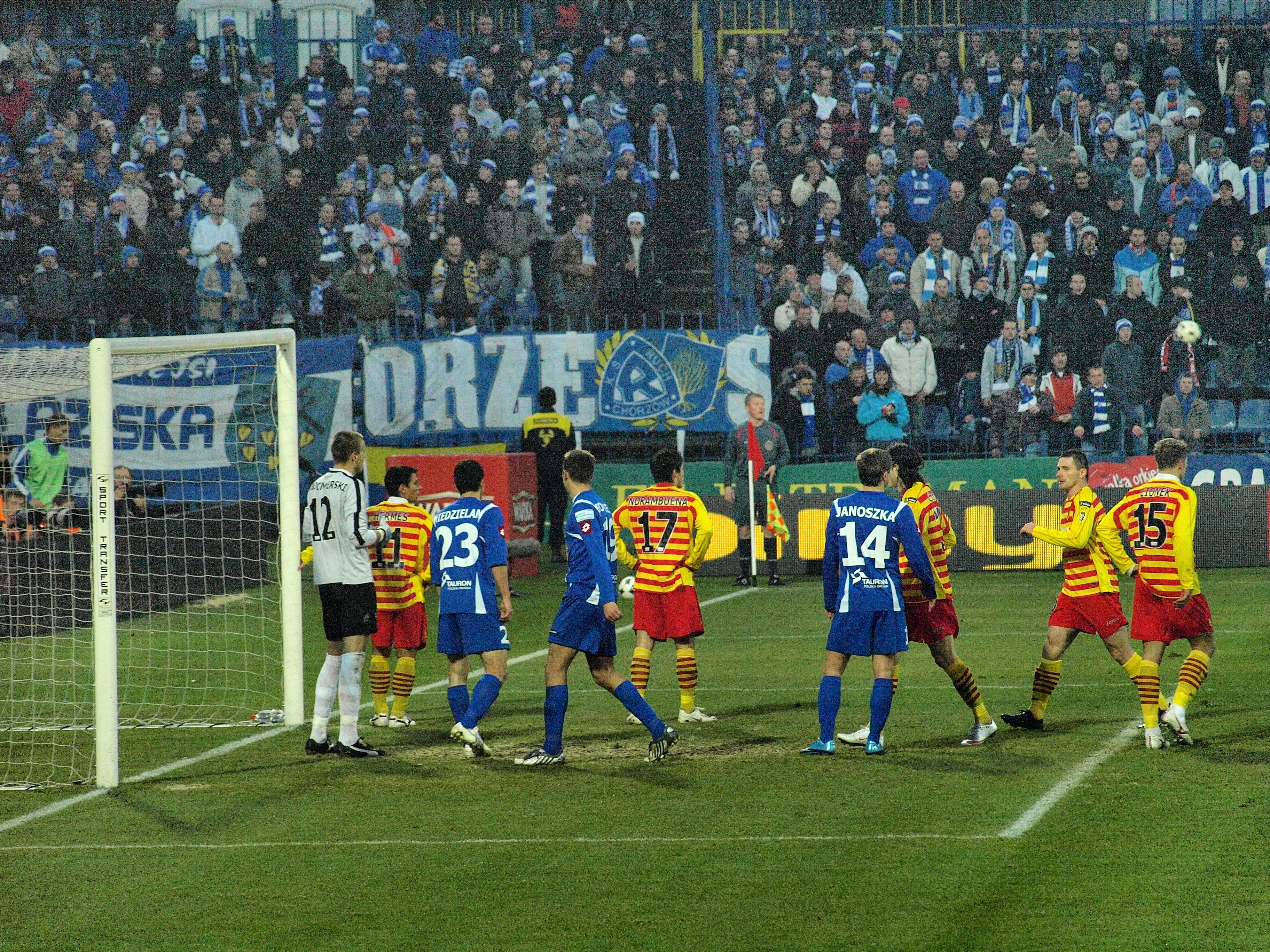
Рух - Ягелло́нія Біло́сток (09.11.2009)

Ягеллонія
- Чемпіонат Польщі:
  - чемпіон (1): 2023/24
  - срібний призер (1): 2016/17
  - бронзовий призер (1): 2014/15

- Суперкубок Польщі (1):
  - Володар Суперкубка (1): 2024

### Особисті досягнення
- Найкращий гравець першого кола чемпіонату Польщі 2018/19 за даними InStat[11]